# Cultura participativa
Cultura participativa é uma expressão designada para representar a forma como a sociedade contemporânea desde o surgimento e adesão popular da Internet tem se distanciado cada vez mais da condição de receptora passiva. Produzir conhecimento e disseminar informações e ideias tornou-se uma realidade recorrente. Segundo Henry Jenkins, um dos mais importantes e influentes pesquisadores da mídia na atualidade, o público encara a “Internet como um veículo para ações coletivas - soluções de problemas, deliberação pública e criatividade alternativa”. A cultura participativa propiciada pelo caráter interativo da Internet é uma mudança no modo como as pessoas se relacionam com os meios de comunicação, o que faz com que os papéis de produtores e consumidores de informação se alterem.

## Contexto
O ciberespaço é o ambiente que propiciou a emergência da construção coletiva de inteligência, pois permitiu a interação das pessoas, gerando uma nova forma de construção e participação coletiva para criação de conteúdo. Esse novo meio de comunicação gera o que se conhece por Cibercultura, que consiste na interconexão e na criação de comunidades. A Cibercultura tem uma relação direta com a Inteligência coletiva, aspirando a ideia de construção de um laço social, que normalmente não são fundados sobre relações institucionais. E a inteligência coletiva é o que resulta da cultura participativa.
Pierre Lévy propõe o termo Inteligência Coletiva, que se define por: “uma inteligência distribuída por toda parte, incessantemente valorizada, coordenada em tempo real, que resulta em uma mobilização efetiva das competências”. Seu objetivo é a troca de conhecimento e enriquecimento entre as pessoas.
Com base nas novas tecnologias digitais os gestores dos sistemas de comunicação devem garantir aos usuários uma coordenação de forma que possam interagir com o sistema, desta forma o ciberespaço se tornaria um espaço de relacionamentos entre os conhecimentos e os conhecedores. É necessário reconhecer e valorizar a competência de pessoas nas empresas para que desta forma se sintam incentivadas a desenvolver e atrair outras pessoas a projetos coletivos ao invés de privá-las e inibi-las. A inteligência coletiva acarreta valores técnicos, econômicos, jurídicos e humanos divididos entre as pessoas para garantir competência coletiva. As inteligências e competências coletivas ainda não possuem sistemas de avaliação, de contabilidade e nenhuma regulamentação jurídica.
A participação e a Inteligência Coletiva tem vínculo direto com a atual convergência das mídias, uma transformação tecnológica, mercadológica, cultural e social que faz com que os conteúdos de diferentes mídias estabeleçam conexões e circulem através de sistemas administrativos e limites territoriais distintos.
| “ | A convergência representa uma mudança de paradigma - um deslocamento de conteúdo de mídia específico em direção a um conceito que flui por vários canais, em direção a uma elevada interdependência de sistemas de comunicação, em direção a múltiplos modos de acesso a conteúdos de mídia e em direção a relações cada vez mais complexas entre a mídia corporativa, de cima para baixo e a cultura participativa, de baixo para cima. | ” |

Para Jenkins, a cultura participativa diminui barreiras à expressão artística, o que aumenta o estímulo à criação e partilha do que criamos com os outros. Nesse sentido, cada um dos participantes acredita na relevância da sua contribuição. Jenkins (2006) entende que o ambiente da Internet é favorável para a ampliação da interação social, como um espaço de criação colaborativa. Nesse cenário é de grande mobilização a cultura dos fãs, e se pode caracterizar a postura do consumidor midiático como “habilidade de transformar uma reação pessoal em uma interação social, cultura de espectador em cultura participativa”.

## Características
Na cultura participativa é necessário que os consumidores interajam intensamente criando e circulando conteúdos, criando um potencial para a Internet de ser um poderoso instrumento de mobilização política, social e cultural. Esse novo cenário é proporcionado por novos meios de comunicação que tem como característica permitir mais participação e  interação que os antigos, sendo os novos meios mais “dispersos, descentralizados e facilmente disponíveis.
Conforme Henry Jenkins afirma em seu livro Cultura da convergência, a noção de cultura participativa é um contraste com a passividade dos meios de comunicação mais tradicionais que produzem conteúdo para os espectadores. A cultura participativa enxerga os consumidores de mídia como possíveis participantes que interagem para formar novos conteúdos. O consumidor em seu novo papel passa a ser ativo, produtivo e sociável, podendo assim expressar sua criatividade e agir com maior liberdade.
Assim, na cultura participativa o público reconfigura sua função e ganha poder, em parte devido às tecnologias de comunicação pós-modernas e passam a participar intimamente no modo de fazer cultura. São os casos dos fanfics e fanfilms. Com o advento e a popularização da internet tornou-se possível a produção de conteúdos feitos por fãs que fazem uso de plataformas como sites, blogs 

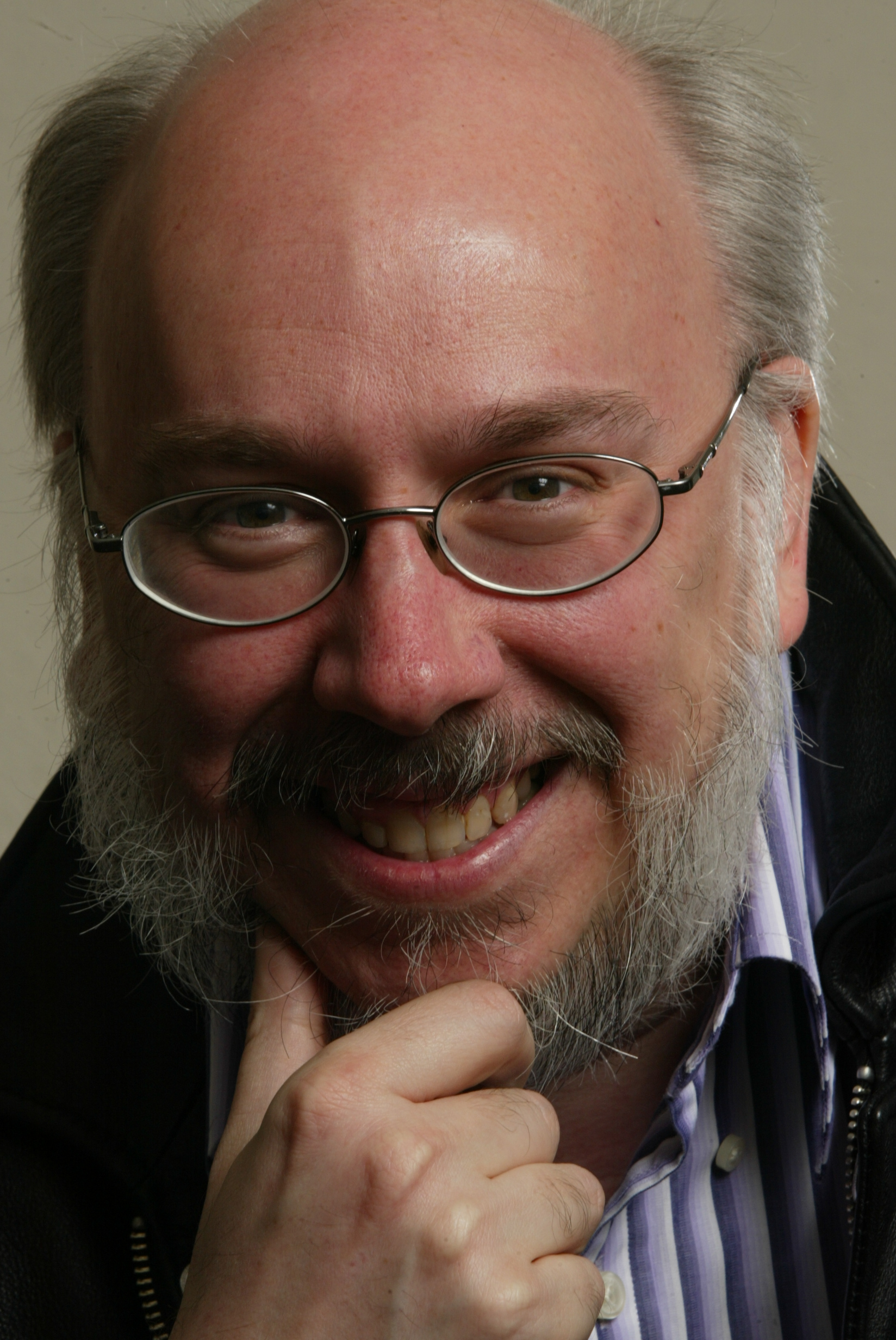
Henry Jenkins (4 de Junho, 1958)

e redes sociais para interagir e compartilhar informações com internautas que tenham interesses semelhantes aos seus, conforme frisa Jenkins abaixo.
| “ | E fãs de um popular seriado de televisão podem capturar amostras de diálogos no vídeo, resumir episódios, discutir sobre roteiros, criar fanfiction (ficção de fã), gravar suas próprias trilhas sonoras, fazer seus próprios filmes – e distribuir tudo isso ao mundo inteiro pela Internet. | ” |

Em sua obra são analisados vários casos sobre a cultura participativa. E dentro dela a interação e a participação dos fãs de filmes e jogos. O que antes era compartilhado apenas com familiares e amigos teve sua capacidade de alcance  ampliada com a internet, atingindo assim, um público maior.
A partir disso fãs de filmes, como Star Wars, começaram a produzir filmes caseiros como continuação, o que também pode ser observado nos livros. Muitos sites foram criados como espaços para a participação de quem quisesse criar uma nova história com os personagens que melhor se identificasse. Sendo assim, a cultura participativa começou a se infiltrar nesse grande mercado e a deixar os empresários atentos e receosos para com essa participação "sem limites". Pois era investido muito capital na produção de um filme e logo depois, fãs amadores os recriavam com baixo custo, uma vez que não possuíam os mesmos recursos que as grandes e médias produtoras e atingiam, no entanto, um grande público.
Todavia, podemos citar aqui um grande jogo que com competência, utilizou-se da criação dos fãs para o seu sucesso. O jogo The Sims tornou-se um sucesso por utilizar em suas plataformas a possibilidade de criação de todo o seu design pelo usuário. Assim, o jogador se sente dentro do mundo em que ele está jogando, ao poder escolher desde todos os detalhes da casa onde vai morar até o tom de pele que o personagem terá. E todos esses detalhes foram armazenados para a inovação do jogo com a finalidade de proporcionar uma maior identificação por parte dos jogadores. Salientando ainda a criação de um site na internet, onde os usuários criavam objetos e sims do jeito que quisessem para o download.
Essa mudança impacta alguns setores como os produtores clássicos de informação e as grandes organizações comerciais, como por exemplo a indústria fonográfica. Uma problemática desse novo paradigma é a questão da propriedade intelectual, devido a apropriação e alteração do conteúdo existentes em diferentes mídias e protegido por direitos autorais e comerciais, e que tem um histórico de tensões geradas. É, portanto, necessário que as organizações se adaptem a nova realidade e Jenkins aponta duas formas recorrentes de lidar com tal situação: algumas veem a participação como ameaça a seus produtos e outras reconhecem o valor dessas atitudes.
E é dentro desse contexto que se destacam duas reações características das indústrias midiáticas à expressão alternativa: a posição proibicionista e a cooperativista. As empresas proibicionistas são aquelas que protegem em demasia seu projeto intelectual e não abrem espaço para os fãs e colaboradores em geral desenvolverem conteúdo. Enquanto os cooperativistas enxergam nos fãs colaboradores e intermediários alternativos uma grande oportunidade de promover a franquia.
O embate entre essas duas posições converge atualmente e as empresas adotam o que acharem ser de melhor valia para si. O importante no entanto, é observar a nova postura da sociedade frente às mudanças que a internet proporcionou e continua proporcionando.

## Participação e Interatividade
No livro "A Cultura da convergência", Henry Jenkins atenta para a diferença entre interatividade e participação. A primeira traduz o modo como as novas tecnologias foram planejadas para responder ao feedback do usuário. A possibilidade de trocar de canal que uma tv apresenta e a de interferir num universo representado em videogame ao utilizá-lo, são exemplificações correspondentes a esse feedback. Acrescenta-se a isso o fato da interatividade ser restrita pelas próprias tecnologias, uma vez que, na maior parte dos casos, o ambiente interativo é previamente determinado pelo designer.
Ao contrário da participação, a qual é moldada por aspectos convencionais - como bem salienta John B. Thompson em seu livro "Ideologia e Cultura Moderna", especificamente no capítulo "Concepções Antropológicas da Cultura"; entende-se o aspecto convencional de uma concepção estrutural de cultura como a produção, construção ou emprego das formas simbólicas, bem como a interpretação das mesmas pelos sujeitos que as recebem, como processos que, caracteristicamente, envolvem a aplicação de regras, códigos ou convenções de vários tipos como, as convenções que governam as ações e inter-relações de indivíduos.
Como Jenkins ilustra no capítulo 4 do livro citado acima, o quanto se pode falar numa sala de cinema é determinado mais pela tolerância das plateias de distintas subculturas que por alguma propriedade própria do cinema. A participação não possui as limitações da interatividade, já que essa, em oposição a outra, é controlada mais pelos consumidores de uma mídia que pelos produtores. O que tanto pode acarretar em prejuízo quanto em benefício para empresas ao se tratar do ambiente online, pois não há controle pré-determinado sobre as formas de participação dos usuários. Se em um momento em que as tecnologias cumpriam seu papel de feedback as empresas possuíam certo controle, recentemente, com a crescente participação de consumidores manifestando-se online tanto negativamente quanto positivamente, faz-se necessário por parte das empresas achar soluções ou simplesmente reações que venham a condizer com a nova realidade.

## A disseminação da cultura participativa e suas consequências
O desenvolvimento tecnológico e o advento da internet são, sem dúvida, fatores básicos para a construção e disseminação da ideia de cultura participativa, porém Jenkins ressalta que o conceito de convergência não deve ser entendido simplesmente como um processo que engloba diversas funcionalidades em um só aparelho tecnológico e sim uma transformação cultural.
Como bem pontua Henry Jenkins em seu livro Cultura da convergência: “cada vez mais,...,a web tem se tornado um local de participação do consumidor”. O autor também destaca que a ”cultura participativa existe há mais de cem anos, mas a internet a tornou acessível para um leque muito maior de participantes”.
Importante é salientar que o público abandona o estereótipo de apenas consumidor desse conteúdo midiático e integra-se ao grupo de colaboradores ativos. Diante desse novo papel, muitas são as transformações ocorridas na sociedade.
Uma dessas transformações é a nítida imediatização da informação, que com novas plataformas como blogs, o Facebook, o Twitter e o próprio Youtube, fez com que a disseminação da informação e a produção de conteúdo imediato produzido por colaboradores se expandisse e atingisse patamares jamais antes vistos. Agora o que presenciamos é de fato como propõe Marshall McLuhan uma grande aldeia global, no sentido do encurtamento dos espaços geográficos e das barreiras mais densas que as diferenças culturais ofereciam, proporcionando assim, a comunicação direta sob qualquer circunstância.
McLuhan, no entanto, recebeu severas críticas devido a forma e aos elementos de que se utilizou durante o desenvolvimento de seu raciocínio. Mas, no que tange o encurtamento das distâncias, a internet mostrou ser uma realidade possível e bastante pertinente. Eventos de grande e pequeno porte são noticiados e chegam ao conhecimento dos consumidores da mídia instantaneamente.